# Katia Bellillo
Katia Bellillo (ur. 17 lutego 1951 w Foligno) – włoska polityk, działaczka komunistyczna, była minister i parlamentarzystka.

## Życiorys
Ukończyła studia pedagogiczne na Uniwersytecie w Perugii. Pracowała na wydziale nauk politycznych na tej uczelni, specjalizowała się w mediacjach rodzinnych.
Działalność polityczną rozpoczynała w ramach Włoskiej Partii Komunistycznej. Z jej ramienia w 1976 została wybrana w skład rady regionalnej Umbrii, pełniła m.in. funkcję wiceprzewodniczącej rady. Była następnie radną Perugii, pracowała w administracji lokalnych przedsiębiorstw. Pełniła następnie funkcje radnej prowincji Perugia i asesora (członka władz wykonawczych) ds. opieki społecznej, edukacji, sportu i rekreacji.
Sprzeciwiając się przekształceniu partii komunistycznej w Demokratyczną Partię Lewicy, w 1991 została działaczką Odrodzenia Komunistycznego. W 1998 poparła Oliviera Diliberto, który doprowadził do rozłamu w tej formacji, przystępując do nowego ugrupowania pod nazwą Partia Komunistów Włoskich. W tym samym roku weszła w skład rządu Massima D’Alemy jako minister ds. regionalnych. W gabinecie Giuliana Amato sprawowała urząd ministra ds. równouprawnienia.
W latach 2001–2008 zasiadała w Izbie Deputowanych jako posłanka XIV i XV kadencji. W 2009 wraz z Umbertem Guidonim współtworzyła nową partię – Zjednoczenie Lewicy.